# Kaserle Alm
Die Kaserle Alm, ist eine Alm am Panargenkamm in der Fraktion Oberrotte der Gemeinde St. Jakob in Defereggen.
Die kleine Kaserle Alm liegt an der Südflanke des Kauschkahorns dem sogenannten Oberberg. Für die Errichtung der Kaserle Alm wurde ein schmaler Streifen des Oberen Poppeleswald gerodet, der sich zwischen dem Poppelesbach im Westen und dem Grosseggbachl im Westen befindet. Die Kaserle Alm besteht aus einer Almhütte, die rund 100 Meter rechts bzw. westlich des Grosseggbachl liegt. Eine weitere Almhütte direkt am Grosseggbachl ist hingegen verfallen. Die Kaserer Alm ist vom Defereggental von der Ortschaft Vorderladstatt über einen steilen Fußweg erreichbar. Des Weiteren führt an der Alm ein Wanderweg vorbei, der von Erlsbach quer durch den Poppelesbach, den Ladstätter Wald und den Brugger Wald sowie bei Ranach wieder ins Tal führt.